# 쿠니마스
쿠니마스(일본어: 国鱒, 한국 한자: Oncorhynchus kawamurae 온코르휜쿠스 카와무라이)는 연어목 연어과 연어속에 속한 담수어다. 산란이 끝난 것은 홋차레마스(일본어: ホッチャレ鱒), 죽어서 수면에 떠오른 것을 우키요(일본어: 浮魚)라고 했다.
본래 아키타현의 다자와호에 서식했던 고유종이었지만, 1940년 산성 온천수가 흐르는 타마강의 물을 다자와호에 끌어들임으로써 떼죽음을 당하고 액침표본 17개만 남았다. 하여 일본 환경성 발행 적색목록에서는 1991년, 1999년, 2007년 각 판에서 모두 “절멸”로 평가했었다. 2010년 교토대 연구진의 조사에 의해 야마나시현 사이호에 극소수 잔존 개체의 생식이 확인되어 야생절멸로 상태가 재지정되었다.